# Cranoglanis henrici
Cranoglanis henrici är en fiskart som först beskrevs av Vaillant, 1893.  Cranoglanis henrici ingår i släktet Cranoglanis och familjen Cranoglanididae. IUCN kategoriserar arten globalt som livskraftig. Inga underarter finns listade i Catalogue of Life.